# Phare du Rock of Ages
Le phare du Rock of Ages (en anglais : Rock of Ages Lighthouse) est un phare américain sur le lac Supérieur situé dans le comté de Keweenaw, dans le Michigan. Protégé au sein du parc national de l'Isle Royale, il est lui-même inscrit au Registre national des lieux historiques depuis le 4 août 1983.

Plan de l'intérieur de la lanterne.
Plan de l'extérieur de la lanterne.
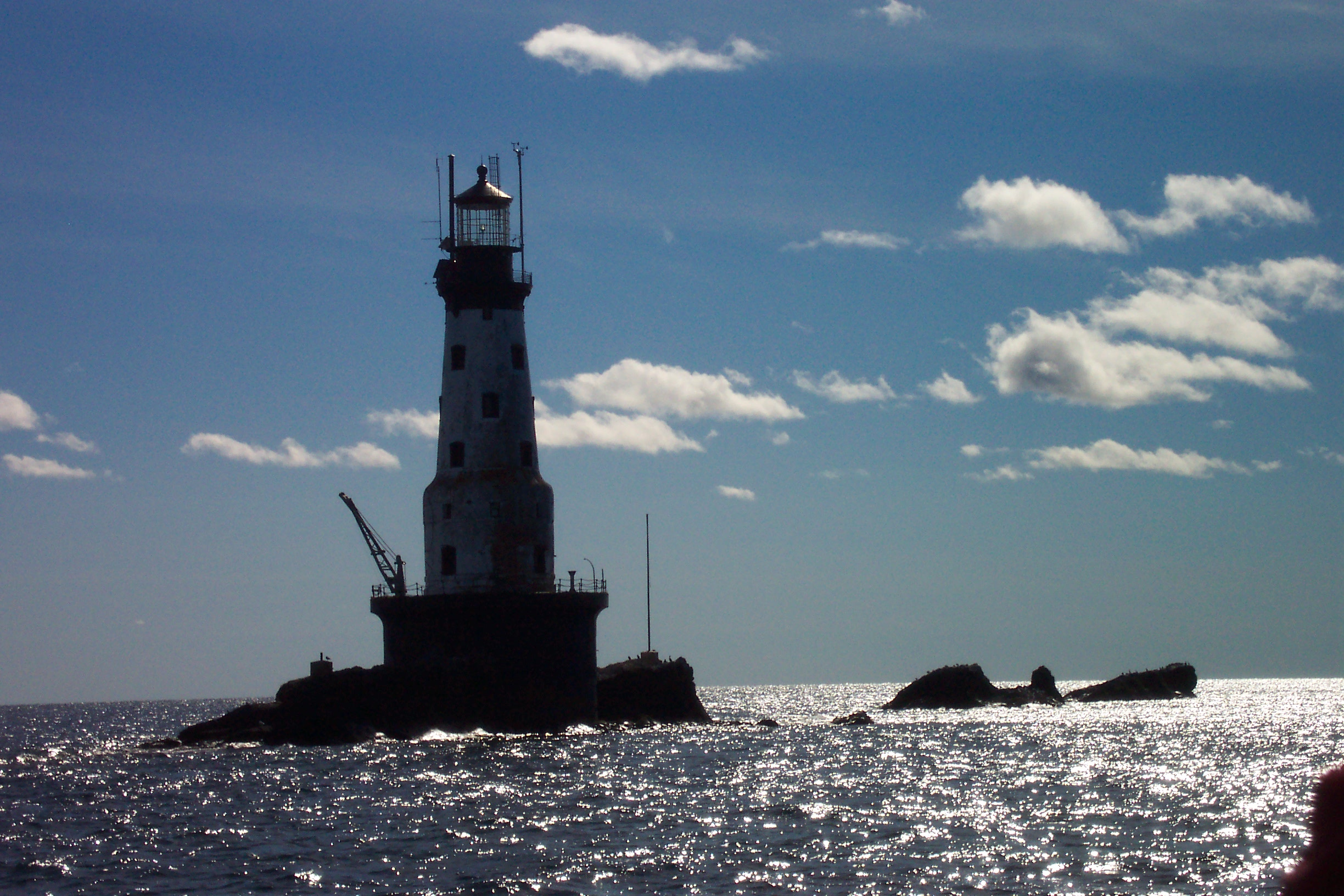
Vue du phare en 2006.